# Jean-Pierre Bosino
Jean-Pierre Bosino, né le 15 janvier 1959 dans le 14e arrondissement de Paris, est un homme politique français.
Membre du Parti communiste français, il est sénateur de l'Oise de 2014 à 2017, conseiller départemental du canton de Montataire depuis 2017 et maire de Montataire depuis 1994.

## Biographie
Responsable départemental de la fédération de l'Oise du PCF, Jean-Pierre Bosino est maire de Montataire (Oise), élu en 1994 à la suite du décès de son prédécesseur, Maurice Bambier. Il est réélu en 2001, 2008 et 2014.
Il est vice-président de la communauté de l'agglomération creilloise (CAC) puis de la communauté d'agglomération Creil Sud Oise (ACSO), président du Groupement d´études et de programmation (GEP) des vallées Bréthoise et membre du Conseil national des villes.
Jean-Pierre Bosino a été ouvrier, militant syndical, aux établissements Chausson de Montataire (usine de montage automobile) puis secrétaire départemental de l'UD CGT de l'Oise avant de prendre ses fonctions de maire de Montataire.
Le 10 mai 2014, il devient sénateur de l'Oise, en remplacement de Laurence Rossignol, devenue secrétaire d'État chargée de la Famille dans le gouvernement Valls. Membre du Groupe communiste, républicain et citoyen , il est nommé vice-président de la délégation sénatoriale aux entreprises et membre de la commission des affaires économiques. Il doit abandonner ce mandat lorsque Laurence Rossignol redevient sénatrice en juin 2017.
Candidat aux élections sénatoriales dans l'Oise en septembre 2017, il n'est pas élu sénateur.
Le 9 octobre 2017, il succède à Alain Blanchard comme conseiller départemental pour le canton de Montataire .
Il conduit la liste Citoyen.ne.s rassemblé.e.s pour Montataire qui remporte l'élection dès le premier tour des municipales le 15 mars 2020 avec 55,32 % des voix.
Le 30 août 2022, il déclare sur BFM TV que sa commune ne paiera pas les factures d'électricité en raison de la forte hausse des tarifs. La facture de sa commune risquerait de passer de 600 000 euros en 2022 à 2 500 000 euros en 2023.

## Vie privée
Non marié, il est père d'un enfant.